# Чжэн Чжэн
Чжэн Чжэн (кит. упр. 郑铮; 11 июля 1989, Цзинань, Шаньдун) — китайский футболист, защитник клуба Суперлиги Китая «Шаньдун Лунэн» и национальной сборной КНР.

## Карьера

### Клубная карьера
Чжэн Чжэн начал играть за юношескую команду «Шаньдун Лунэн» (до 19 лет), а в сезоне 2008 года был переведён в первую команду. Несмотря на то, что в основном составе он так и не выходил, вместе с другими игроками стал чемпионом Суперлиги. Дебют состоялся 24 марта 2010 года в гостевом матче против «Пхохан Стилерс» в лиге чемпионов АФК, в которой Чжэн вышел на месте левого защитника. Команда проиграла 0-1. Несмотря на поражение, Чжан стал частью команды, а 16 мая 2010 года забил дебютный гол в игре регулярного чемпионата сезона 2010 года против «Шэньчжэнь Руби», а его команда победила с минимальным счётом 1-0. Сезон получился удачным как для «Шаньдуна» (он завоевал титул чемпиона Суперлиги), так и для игрока (Китайская футбольная ассоциация вручила игроку приз лучшего молодого игрока прошедшего сезона).

### Международная карьера
Чжэн начал выступать за юношескую сборную Китая (до 20 лет) и принял участие в чемпионате АФК 2008 года для юношей. В рамках турнира сыграл в четырёх матчах, однако команда дошла только до стадии четвертьфиналов. Игра Чжэна привлекла внимание и он был переведен в молодёжную сборную до 23-х лет. С этой сборной принял участие в Восточно-азиатских играх 2009, сыграл два матча, а сборная не прошла дальше группового турнира. На следующий год был приглашен для участия в Азиатских играх 2010, однако получил травму и в официальных матчах турнира участия не принимал.
Дебютным матчем за первую сборную Китая стала товарищеская встреча 6 октября 2011 года против сборной ОАЭ. Дебютный гол и дубль сделал в матче против команды Сингапура, который состоялся 15 ноября 2011 года в гостевом матче в рамках третьего раунда отборочного турнира к Чемпионату мира по футболу 2014.

### Голы за национальную сборную
Результаты сборной Китая представлены первыми.
Последнее обновление: 15 ноября 2011
| № | Дата           | Место    | Соперник | Счёт | Результат | Соревнование                                            |
| - | -------------- | -------- | -------- | ---- | --------- | ------------------------------------------------------- |
| 1 | 15 ноября 2011 | Сингапур | Сингапур | 3-0  | 4-0       | Чемпионат мира по футболу 2014 (отборочный турнир, АФК) |
| 2 | 15 ноября 2011 | Сингапур | Сингапур | 4-0  | 4-0       | Чемпионат мира по футболу 2014 (отборочный турнир, АФК) |

## Достижения
- Шаньдун Лунэн:

Суперлига Китая по футболу: чемпион, 2008, 2010.
- Китайская футбольная ассоциация:

Лучший молодой игрок года: 2010